# Myrmecina
Myrmecina Mayr, 1855 è un genere di formiche della sottofamiglia Myrmicinae.

## Distribuzione e habitat
È un genere presente nelle zone tropicali e temperate.

## Tassonomia
Il genere comprende 53 specie:
- Myrmecina alpina Shattuck, 2009
- Myrmecina amamiana Terayama, 1996
- Myrmecina americana Emery, 1895
- Myrmecina atlantis Santschi, 1939
- Myrmecina australis G. C. Wheeler & J. Wheeler, 1973
- Myrmecina bandarensis Forel, 1913
- Myrmecina brevicornis Emery, 1897
- Myrmecina butteli Forel, 1913
- Myrmecina cacabau Mann, 1921
- Myrmecina cooperi Deyrup, 2015
- Myrmecina curtisi Donisthorpe, 1949
- Myrmecina curvispina Zhou, Huang & Ma, 2008
- Myrmecina difficulta Shattuck, 2009
- Myrmecina eruga Shattuck, 2009
- Myrmecina flava Terayama, 1985
- Myrmecina graminicola (Latreille, 1802)
- Myrmecina guangxiensis Zhou, 2001
- Myrmecina hamula Zhou, Huang & Ma, 2008
- Myrmecina harrisoni Brown, 1967
- Myrmecina inaequala Shattuck, 2009
- Myrmecina kaigong Terayama, 2009
- Myrmecina mandibularis Viehmeyer, 1914
- Myrmecina melonii Rigato, 1999
- Myrmecina modesta Mann, 1919
- Myrmecina nesaea W. M. Wheeler, 1924
- Myrmecina nipponica W. M. Wheeler, 1906
- Myrmecina opaciventris Emery, 1897
- Myrmecina pauca Zhou, Huang & Ma, 2008
- Myrmecina pilicornis F. Smith, 1858
- Myrmecina polita Emery, 1897
- Myrmecina pumila Shattuck, 2009
- Myrmecina punctata Emery, 1897
- Myrmecina rugosa Forel, 1902
- Myrmecina ryukyuensis Terayama, 1996
- Myrmecina sauteri Forel, 1912
- Myrmecina semipolita Forel, 1905
- Myrmecina sicula André, 1882
- Myrmecina silvalaeva Shattuck, 2009
- Myrmecina silvampla Shattuck, 2009
- Myrmecina silvangula Shattuck, 2009
- Myrmecina silvarugosa Shattuck, 2009
- Myrmecina silvatransversa Shattuck, 2009
- Myrmecina sinensis W. M. Wheeler, 1921
- Myrmecina striata Emery, 1889
- Myrmecina strigis Lin & Wu, 1998
- Myrmecina sulcata Emery, 1887
- Myrmecina taiwana Terayama, 1985
- Myrmecina transversa Emery, 1897
- Myrmecina undulata Emery, 1900
- Myrmecina urbanii Tiwari, 1994
- Myrmecina vidyae Tiwari, 1994
- Myrmecina wesselensis Shattuck, 2009

In Italia sono presenti Myrmecina graminicola, Myrmecina mellonii e Myrmecina sicula.